# Újrónafő, Győr-Moson-Sopron
Újrónafő  este un sat în districtul Mosonmagyaróvár, județul Győr-Moson-Sopron, Ungaria, având o populație de 838 de locuitori (2011). 

## Demografie
Componența etnică a satului Újrónafő
     Maghiari (89,66%)
     Germani (6,12%)
     Slovaci (2,31%)
     Necunoscut (0,82%)
     Alții (1,09%)
Componența confesională a satului Újrónafő
     Romano-catolici (31,74%)
     Fără religie (16,71%)
     Reformați (10,62%)
     Luterani (1,67%)
     Necunoscută (38,31%)
     Alte religii (3,22%)
Conform recensământului din 2011, satul Újrónafő avea 838 de locuitori. Din punct de vedere etnic, majoritatea locuitorilor (89,66%) erau maghiari, existând și minorități de germani (6,12%) și slovaci (2,31%). Apartenența etnică nu este cunoscută în cazul a 0,82% din locuitori. Nu există o religie majoritară, locuitorii fiind romano-catolici (31,74%), persoane fără religie (16,71%), reformați (10,62%) și luterani (1,67%). Pentru 38,31% din locuitori nu este cunoscută apartenența confesională.